# ヴァンニン県

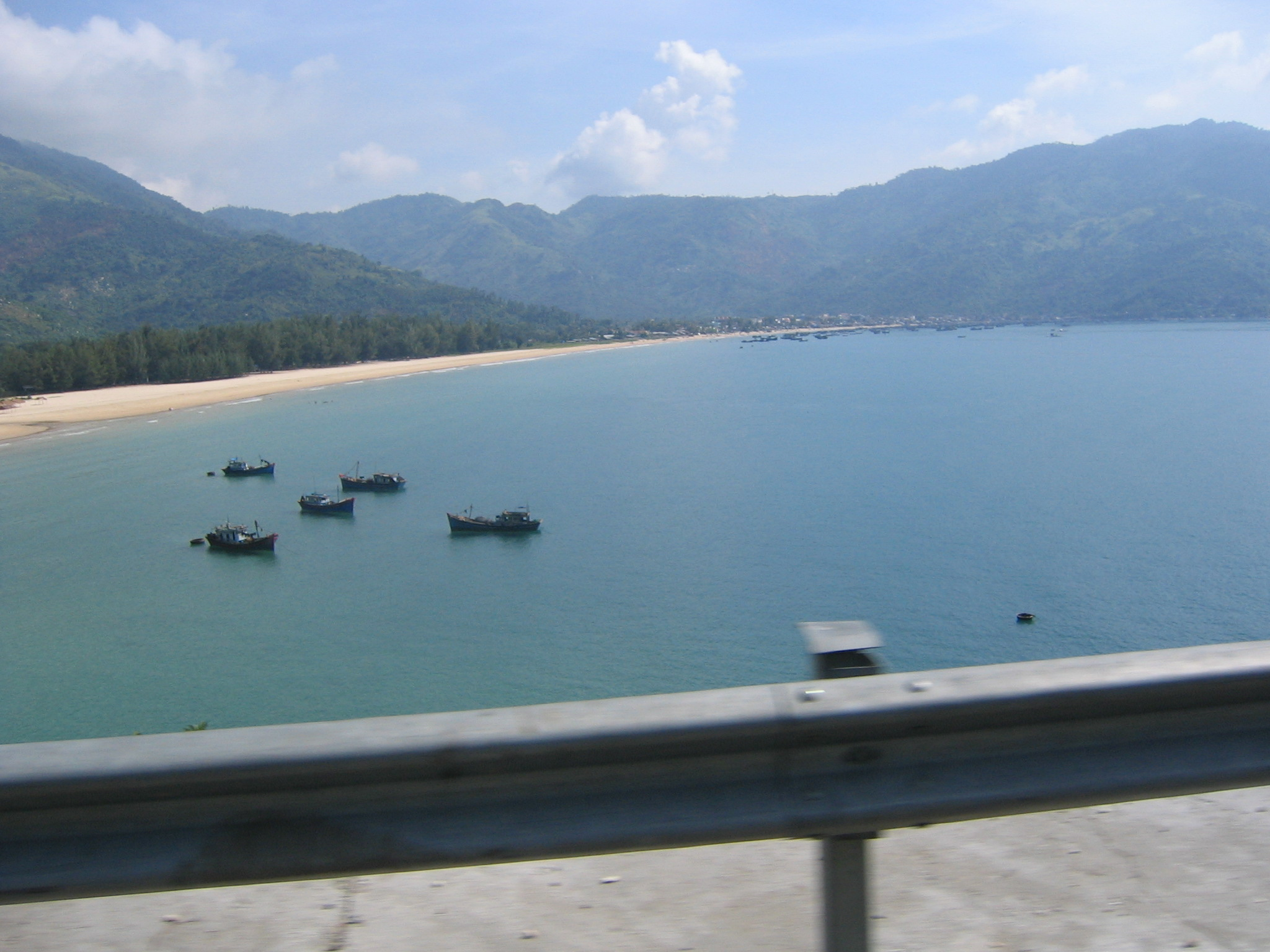
ダンラインビーチ

ヴァンニン県（ヴァンニンけん、ベトナム語：Huyện Vạn Ninh / 縣萬寧?）は、ベトナム社会主義共和国カインホア省の県。面積は550km²、人口は134,820人（2017年）である。